# Nilüfer Gürsoy
Nilüfer Gürsoy, geboren als Nilüfer Bayar (Bursa, 1 juni 1921 – Istanbul, 1 juli 2024) was een Turks politica en de dochter van Celal Bayar, de derde president van Republiek Turkije.

## Levensloop
Bayar werd in 1921 geboren in Bursa, destijds een stad in het Ottomaanse Rijk. Ze werd geboren als derde kind en eerste dochter van Celal Bayar (1883-1986) en zijn vrouw Reşide Bayar (1887-1962). Ze had twee oudere broers: Refii (1904-1940) en Turgut (1911-1983).
Ze studeerde af aan de "Faculteit Taal, Geschiedenis en Aardrijkskunde" aan de Universiteit van Ankara. Later promoveerde ze en werkte als assistent klassieke filologie aan deze universiteit. Na de militaire staatsgreep van 27 mei 1960 - onder leiding van generaal Cemal Gürsel - startte ze haar politieke carriere. Zo werd ze bij de algemene verkiezingen van 1961 verkozen tot de afgevaardigde van Bursa voor de Rechtvaardigheidspartij ('Adalet Partisi', 'AP'). In november 1970 nam ze ontslag van de Rechtvaardigheidspartij en richtte ze - samen met Yüksel Menderes, Sadettin Bilgiç, Talat Asal, Faruk Sükan, Aydın Menderes, Mutlu Menderes en Ferruh Bozbeyli - de Democratische Partij ('DP') op, waarvan de laatste de voorzitter van de partij werd. Op 26 maart 1975 viel deze partij echter uiteen (waarbij 15 partijleden werden geëxecuteerd), waardoor ze zich weer aansloot bij de Rechtvaardigheidspartij. Ze mocht echter niet deelnemen aan de volgende verkiezingen en trok zich in 1980 - kort vóór de coup van 12 september - terug uit de politiek.
Ze was getrouwd met politicus Ahmet İhsan Gürsoy (1913-2008) en kreeg 3 kinderen.
Gürsoy overleed op 1 juli 2024, net als haar vader op 103-jarige leeftijd, in haar huis in Istanbul.